# Proskura depressa
Proskura depressa är en insektsart som beskrevs av Irena Dworakowska 1981. Proskura depressa ingår i släktet Proskura och familjen dvärgstritar. Inga underarter finns listade i Catalogue of Life.